# Shogi

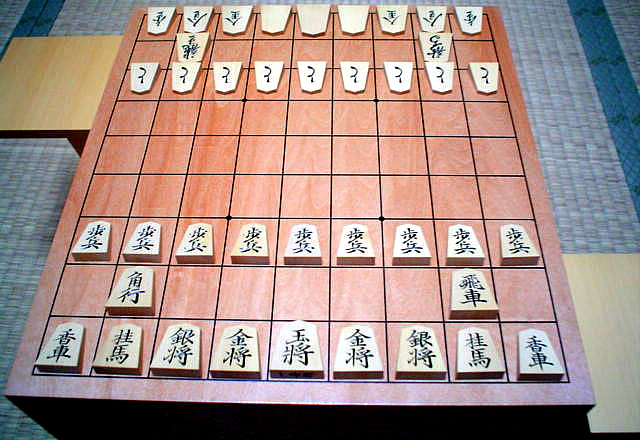
Tabla de șah japonez.

Shogi (将棋 shōgi) este unul din jocurile de strategie derivate din vechiul joc indian chaturanga, în care își are originea și șahul european. Shogi se mai numește și șah japonez.

## Regulile jocului
Shogi, ca și șahul, se joacă între doi jucători.

### Scop
Scopul jocului este obținerea matului regelui advers. Matul survine atunci când regele este atacat și nu poate fi mutat nicăieri spre a evita capturarea.

### Tabla și piesele de joc
Jocul se desfășoară pe o tablă împărțită în 81 (9x9) de pătrate, nediferențiate prin culoare.
Fiecare jucător are la începutul jocului 20 de piese, de aceeași formă dar de mărimi ușor diferite. De la cea mai puternică la cea mai slabă, piesele sunt:
- 1 rege
- 1 turn
- 1 nebun
- 2 generali de aur
- 2 generali de argint
- 2 cai
- 2 lănci
- 9 pioni

Aceste nume nu sunt traduceri literale ale numelor lor japoneze, ci au fost alese ca să corespundă pieselor (cât de cât) echivalente din șahul european.

### Aranjarea la începutul jocului
La începutul jocului, cele 20 de piese sunt aranjate pe primele trei rânduri din fața fiecărui jucător, după cum urmează:
- Pe primul rând:
  - Regele stă pe coloana din mijloc (coloana a cincea).
  - Generalii de aur stau de o parte și de alta a regelui (coloanele a patra și a șasea).
  - Generalii de argint stau lângă generalii de aur (coloanele a treia și a șaptea).
  - Caii stau lângă generalii de argint (coloanele a doua și a opta).
  - Lăncile stau lângă cai, în colțurile tablei (prima și a noua coloană).

- Pe al doilea rând:
  - Nebunul stă pe coloana calului din stânga.
  - Turnul stă pe coloana calului din dreapta.

- Pe al treilea rând stau cei nouă pioni, fiecare pe o coloană.

## Variante
- Tori shogi
- Yari shogi
- Kyoto shogi
- Dobutsu shogi
- Taikyoku shogi